# Жизнь насекомых
«Жизнь насеко́мых» — второй роман Виктора Пелевина (1993 год).
Аллегория на человеческую жизнь, достигнутая путём её сопоставления с жизнью насекомых (очевидны параллели с пьесой братьев Чапек: Карела Чапека и Йозефа Чапека «Из жизни насекомых»). Выбранные автором персонажи являются типичными представителями общества начала 1990-х годов в России. Однако, этот факт сам по себе роли не играет, поскольку типажи весьма универсальны и адекватны для любого времени. В тексте есть отсылки к учению Карлоса Кастанеды, Марка Аврелия и буддизма.
В 1999 роман переведён на английский Э. Бромфилдом (англ. The Life of Insects).

## Сюжет
Действие романа разворачиваются в начале 1990-х годов. География романа — Крым.
В романе существуют параллельно два мира: человеческий и мир насекомых. Соответственно, каждый из героев выступает то в одной, то в другой своей ипостаси, а временами — в обеих разом.

#### Комары
Два русских комара, Артур и Арнольд, должны встретиться с американским комаром Сэмом. Сэм знаком с Россией, он прекрасно говорит по-русски.
Солидаризирующим началом для всех трех комаров является человеческая кровь. Сосание крови для этих героев и важный досуг, и работа, и призвание, и страсть. Сэм прилетел в Россию, чтобы собрать новые образцы крови. Комары отправляются за добычей.
Кровь, которую попробовал Сэм оказалась большой для него проблемой. Американец сразу же напился содержавшегося в крови хозяина одеколона.
Происходит знакомство с комаром Арчибальдом. Последний не сосёт кровь, как обычный комар, а употребляет её из лаборатории в консервированном виде, стаканами. Задачей товарищей является вернуть Арчибальда к нормальной комариной жизни, где комары пьют кровь на охоте. По пути с Арчибальдом случается несчастный случай, его убивает муха Наташа в момент, когда он пытается присосаться к ее ноге.

#### Жуки-скарабеи
Жуки-скарабеи — Отец и сын. Главное в их жизни — это навоз (совокупность знаний о мире и себе как о части мира).
Сын-скарабей никак не может понять этого дуализма: как навозный шар может быть одновременно и тем шаром, что он толкает впереди себя, и тем шаром, на который он налип, который катится сам собой неизвестно куда. Периодически повторяющийся миг, когда влипшие в навоз скарабеи оказываются под своим катящимся шаром, — это сон. Сами они воспринимают это явление так, словно время от времени на их глаза наезжает бетонная плита. Когда бетонная плита отъезжает от их глаз, скарабеи просыпаются.
Отец-скарабей долгие годы учит сына собственной философской системе, пока он не умирает, убитый женской туфлей.

#### Муравьи
Главные герои этой линии — летучая муравьиха Марина, муравьиный лев, майор Николай, и их дочь муха Наташа.
Марина прилетает неизвестно откуда и садится на набережную. Она не знает, чего она хочет. Она такая же, как все. Поэтому для начала она поступает так, как все окружающие самки: она спиливает напильником свои крылья, затем идет в кинозал, насматривается там каких-то заграничных фильмов и влюбляется в какого-то иностранного актера. Ей хочется, чтобы и в ее жизни все шло так, как показано в этих фильмах.
Выйдя из кинозала, она отправляется рыть себе нору. Вырывает и обустраивается в ней. Через какое-то время в ее нору ход прокапывает Николай. Они начинают жить вместе в норе, которая находится в Магадане.
Николай спешит: пока жена еще не окончательно растолстела и еще может вылезти из норы, надо бы сводить ее в театр. Николай в театре неожиданно умирает, его сослуживцы пилят его труп на части. Часть этих кусков Марина приносит с собой в нору. В норе она стремительно толстеет, практически теряет возможность двигаться. Зато теперь Марина становится матерью. Здесь у нее вылупляется из яйца дочь Наташа.
Желанием Марины является вырастить из дочери работника культуры, поэтому все детство Наташа обучается игре на баяне, который достался ей от покойного отца. Судьба Наташи сложится иначе, чем желала ее мать и она станет мухой (интердевочкой). Отныне между ней и матерью образуется стена. Она знакомится с комаром Сэмом, один раз приводит его даже домой.
Наташа жалуется Сэму на тяжёлую жизнь. У мух нет никаких прав, их травят химикатами. Она мечтает уехать с ним в Америку. Но Наташиным мечтам не суждено сбыться. В конце романа она погибает на глазах у Сэма, прилипнув к клейкой ленте в ресторане.

#### Ночныемотыльки
Следующая сюжетная линия романа: жизнь ночных мотыльков Димы и Мити. Они стремятся к свету, но не могут понять, что такое свет, что такое тьма и есть ли свет на самом деле.
В определенный момент Дима и Митя понимают, что они, не мотыльки, а светлячки, а, значит, являются источником света сами, но при этом вынуждены всегда находиться во тьме. И желательно, чтобы никто не догадался, что они — это яркий источник света, кроме которого в мире ничего не существует.
В конце романа Мите приходится бороться с собственным трупом, но при этом кто с кем борется и кто одерживает победу, остается нераскрытым.

#### Конопляные клопы
Максим и Никита в мире насекомых — конопляные клопы (наркоманы). Конопляные клопы настолько малы, что многие наркоманы принимают их за мелкий сор, который трещит, пока они курят. Но некоторые наркоманы знают, что это не мусор, а мелкие жучки, и верят в примету, что, если жучки пытаются вылезти из смеси и куда-то убежать, — это значит, что вот-вот нагрянут менты и пора убегать от них самим. Никита рассказывает обо всем этом Максиму, когда он зашел к нему в гости. Друзья, поболтав, отправляются по своим наркоманским делам.
По дороге им попадаются менты. Никита и Максим прячутся от них в широкую трубу. В мире насекомых эта труба оказывается сигаретой, косяком. Косяк поджигают и выкуривают. Перед смертью Максим обращается к богу и получает от бога ответ, что за ним нет вины. (В человеческом мире сигарету курил Сэм, а слова, которые Максим услышал, думая, что это был ответ бога, были словами Сэма, обращенными им к Наташе).

#### Тараканы-Цикады
Серёжа вылупляется из яйца, падает с дерева на землю, вгрызается в землю. Основное его занятие это рыть землю, чем он и будет заниматься свою жизнь. Рытьем он занимается, когда ему надо выйти на работу, и по возвращении с работы он роет землю, чтобы оказаться дома. Серёжа даже копает себе женщин. Цель его жизни нарыть как можно больше бабок, и он исполняет ее.
Большой страх Серёжи стать тараканом на родине, он докапывается до Америки. В Америке Серёжа беспрерывно занят рытьем. Несмотря на все свои усилия он трансформируется в старого американского таракана. В старости герой понимает, что рыть надо исключительно вверх — это приводит его на поверхность земли. В этот момент Серёжа превращаются в цикаду из таракана. У него появляются крылья и он ими начинает по привычке копать воздух. Здесь повтор вечера, где герой рождается из яйца. Читатель понимает, что ничего другого просто никогда не было.

## История создания
Первая публикация — в журнале «Знамя», 1993 — № 4, стр. 6—65. За этот роман автор получил премию 1993 года от журнала «Знамя» «за лучшее художественное произведение о жизни и необыкновенных приключениях демократии в России»: премия традиционно присуждается журналом за лучшие публикации в нём; спонсором выступило издательство «Материк».

## Особенности и философия
И. А. Мартьянова отмечает, что для Пелевина важна интертекстуальная отсылка к книге «Жизнь насекомых. Рассказы энтомолога» Жана-Анри Фабра, басням Крылова и чешской пьесе братьев Чапеков «Из жизни насекомых». Пелевин воспроизводит басенный «нравственный кодекс» Крылова, актуализируя амбивалентность его морали. У Пелевина мы видим гендерные характеристики персонажа: Марина не муравей, а муравьиная самка, мещанка (муравьиха, стрекоза, муха и т. д.). Пелевин использует имена собственные людей-насекомых (Серёжа, Дима, Митя, Марина и др.), которые функционируют отдельно от их идентификации в качестве человека, муравья, цикады и т. д.
ассоциативное богатство пелевинской прозы делает ее, конечно, явлением пресловутого постмодернизма — Борис Парамонов
В. А. Суханов отмечает, что в романе автор отсылает читателя к наследию Марка Аврелия и философским идеям античности и этот приём необходим Пелевину для исследования возможности экзистенциального прорыва отдельно взятого человека к истине в условиях современной массовой цивилизации. В сопоставлении и диалоге различных философских дискурсов (античного и восточного) ведущая роль принадлежит античному.
А. А. Генис считает пьесу братьев Чапеков «Из жизни насекомых» предтечей романа Пелевина, поскольку в нем представлен тот же «энтомологический набор» — навозные жуки, муравьи, мотыльки.

## Награды
Номинации на премии:
| номинант | Великое Кольцо, 1993 // Крупная форма        |
| номинант | Бронзовая Улитка, 1994 // Крупная форма      |
| номинант | Интерпресскон, 1994 // Крупная форма (роман) |

## Постановки
- 2000 — Жизнь насекомых (моноспектакль по роману) — Сергей Маковецкий читает все роли.
- 2017 — Жизнь насекомых (режиссёрская мастерская Руслана Кудашова), Большой театр кукол, Санкт-Петербург[8]
- 2019 — Пластический спектакль «Йа или жизнь насекомых», Пермский Свободный театр современного танца, Пермь[9][10]

В 2001 году радиостанция «Радио России» за радиосериал (30 серий) «Жизнь насекомых» была награждена профессиональной Всероссийской премией имени А. Попова «За открытие новых форм» в номинации «Специальные программы».

## Иллюстраторы
- Егор Лаптарев Phantasmagoria[13]
- Александр Жунёв[10]
- Семён Капралов[14]